# Namco System 11
Namco System 11 es una placa de arcade creada por Namco destinada a los salones arcade.

## Descripción
La Namco System 11 fue lanzada por Namco en 1994, y está basada en el hardware de PlayStation.
El sistema posee un procesador R3000A de 32 bit RISC a 33.8688MHz, y el audio lo gestionaba el Namco C76 (Mitsubishi M37702), que manejaba un chip de audio Namco C352. A pesar de albergar varios títulos, los juegos están dentro de unas roms flash de Intel, que están junto a las demás en la placa, por tanto cada placa es para un solo juego y no son intercambiables.
En esta placa funcionaron 18 títulos, varios de ellos revisiones/actualizaciones del mismo juego (como por ejemplo la saga Tekken).

## Especificaciones técnicas

### Procesador
- R3000A 32 bit RISC processor, Clock - 33.8688MHz, Operating performance - 30 MIPS, Instruction Caché - 4KB 
  - BUS : 132 MB/sec.
  - OS ROM : 512 Kilobytes
  - Ram del Sistema 4 MB

### Audio
- Namco C76 (Mitsubishi M37702)

Chip de sonido
- - Namco C352
  - Memoria Ram de Sonido 1MB

### Memoria Ram
- 4 Mb total principal para CPU

### Tarjeta gráfica
- 360 000 polígonos/seg, dibujado sprite/BG , frame buffer ajustable, No line restriction, 4,000 8x8 pixel sprites con escala y rotación individual , fondos simultáneos (Parallax scrolling)
  - Efectos de Sprite: Rotation, Scaling up/down, Warping, Transparency, Fading, Priority, Vertical and horizontal line scroll
  - 16.7 million colors, Unlimited CLUTs (Color Look-Up Tables)
  - otros : custom geometry engine, custom polygon engine, MJPEG decoder

### Video
- Resolución 256x224 - 740x480 pixeles
- Memoria Ram de Video 2 MB

## Lista de videojuegos
- Dancing Eyes
- Dunk Mania
- Kosodate Quiz My Angel 3
- Pocket Racer
- Point Blank 2 / Gun Barl
- Point Blank 3 / Gunbalina
- Prime Goal EX
- Soul Edge / Soul Blade
- Soul Edge Ver.II / Soul Blade Ver.II
- Soul Edge Ver.III / Soul Blade Ver.III
- Star Sweep
- Tekken
- Tekken 2
- Tekken 2 Ver.B
- Tekken 2 Ver.C
- Tekken Ver.B
- Tekken Ver.C
- Xevious 3D/G